# Kasteel Matsumoto
Het Kasteel Matsumoto (松本城, Matsumoto-jō) is een van de belangrijkste historische kastelen in Japan. Het kasteel ligt in de stad Matsumoto in de prefectuur Nagano. Mede door de goede bereikbaarheid vanuit Tokio is het kasteel van Matsumoto een geliefd toevluchtsoord voor toeristen.
Het kasteel wordt ook wel "Kraaienkasteel" genoemd (烏城, karasujō) vanwege de zwarte kleur van de buitenmuren. Omdat het kasteel niet op een heuveltop ligt, wordt het vaak aangeduid als laaglandkasteel (hirajiro).

## Geschiedenis
De geschiedenis van het kasteel gaat terug tot de roerige Sengoku-periode. De Ogasawara-familie bouwde op de plek van het huidige kasteel een fort genaamd Fukashi-jō (深志城). Het fort kwam later in het bezit van respectievelijk Takeda Shingen en Tokugawa Ieyasu.
Toen Toyotomi Hideyoshi Iesayu naar Kanto stuurde, werd Ishikawa Norimasa de nieuwe bevelhebber over het kasteel. Deze breidde samen met zijn zoon Yasunagana het fort aanzienlijk uit. Hierbij kreeg het kasteel de kenmerkende zwarte donjon. Tegen 1594 was het kasteel compleet en had het zijn huidige uiterlijk.
In 1872, na de Meiji-restauratie, werd de donjon op een openbare veiling verkocht. Er waren plannen om het hele kasteel af te breken en op de vrijkomende locatie huizen te bouwen. Een campagne van inwoners van Matsumoto behoedde het kasteel echter voor vernietiging. Gedurende de twintigste eeuw werden er meerdere restauraties uitgevoerd aan het kasteel.

## Erfgoed
Samen met het kasteel van Himeji en het kasteel van Kumamoto is het kasteel van Matsumoto het belangrijkste historische kasteel van Japan. In 1952 werden deze kastelen tot Japans cultureel erfgoed benoemd. 